# Osei Tutu I
Osei Tutu I, anche Osei Kofi Tutu (1660 circa – 1717), è stato il fondatore dell'impero ashanti e suo primo sovrano fino al 1717.

## Biografia
Osei Tutu nacque attorno al 1660 nell'odierno Ghana, e faceva parte della famiglia principesca che governava la città di Kumasi. In giovane età divenne ostaggio nel regno dei Denkyira, ma presto riuscì a fuggire presso il popolo Akwamu, dove raccolse una schiera di seguaci tra i quali anche il sacerdote Okomfo Anokye.
Asceso al governo di Kumasi, Osei Tutu organizzò l'opposizione contro i Denkyira. Secondo le leggende degli Ashanti ricevette per volere divino lo sgabello d'oro (o gli venne consegnato dal sacerdote Anokye), che gli permise di ottenere la sottomissione degli altri sovrani Akan; in questo modo, riunificato il proprio popolo, Osei Tutu fondò l'impero ashanti attorno al 1701 e ne divenne il primo sovrano.
Negli anni successivi Osei Tutu mosse guerra ai Denkyira, li sconfisse e annesse il loro regno, espandendo l'impero ashanti sugli odierni Ghana, Togo e Costa d'Avorio. Il sovrano creò un codice di leggi per amministrare l'impero, dove pur mantenendo la maggior parte del potere garantiva una limitata autonomia anche ai sovrani locali minori. L'espansione lo portò in contatto con gli europei, e presto l'impero ashanti divenne uno dei poli del commercio triangolare.
Osei Tutu morì nel 1717 mentre muoveva guerra alla tribù degli Akyem. Ormai convinto di godere della protezione divina, Osei Tutu mosse contro gli Akyem con una forza troppo piccola, e mentre attraversava il fiume Pra fu sorpreso in un'imboscata e ucciso a colpi di moschetto. Da allora ai re degli Ashanti è vietato oltrepassare il fiume Pra. Osei Tutu lasciava comunque ai successori un regno prospero e solido.